# Лука Липошинович
Лука Липошинович (хорв. Luka Lipošinović, 12 травня 1933, Суботиця — 26 вересня 1992, Загреб) — югославський футболіст, що грав на позиції нападника, зокрема, за клуб «Динамо» (Загреб), а також національну збірну Югославії. По завершенні ігрової кар'єри — тренер.
Дворазовий чемпіон Югославії. Володар кубка Югославії.

## Клубна кар'єра
У футболі дебютував 1950 року виступами за команду «Динамо» (Загреб), в якій провів дванадцять сезонів, взявши участь у 178 матчах чемпіонату. З «Динамо» виграв чемпіонати Югославії в 1954 та 1958 роках та Кубок Югославії в 1960 році.
Завершив ігрову кар'єру у команді ЛАСК (Лінц), за яку виступав протягом 1966—1967 років.

## Виступи за збірну
1954 року дебютував в офіційних матчах у складі національної збірної Югославії. Протягом кар'єри у національній команді провів у її формі 13 матчів, забивши 3 голи.
У складі збірної був учасником футбольного турніру на Олімпійських іграх 1956 року у Мельбурні, де разом з командою здобув «срібло».
Був присутній в заявці збірної на чемпіонаті світу 1958 року у Швеції, але на поле не виходив.

### Статистика виступів за збірну
| Матчі і голи за збірну | Матчі і голи за збірну | Матчі і голи за збірну | Матчі і голи за збірну | Матчі і голи за збірну | Матчі і голи за збірну | Матчі і голи за збірну     |
| #                      | Дата                   | Місто                  | Суперник               | Результат              | Голи                   | Турнір                     |
| ---------------------- | ---------------------- | ---------------------- | ---------------------- | ---------------------- | ---------------------- | -------------------------- |
| 1                      | 26.09.1954             | Саарбрюкен             | Саар                   | 5-1                    | -                      | Товариський матч           |
| 2                      | 04.12.1956             | Мельбурн               | Індія                  | 4-1                    | -                      | XVI Літні Олімпійські ігри |
| 3                      | 23.12.1956             | Джакарта               | Індонезія              | 5-1                    | 1                      | Товариський матч           |
| 4                      | 12.05.1957             | Загреб                 | Італія                 | 6-1                    | 1                      | Кубок Центр. Європи        |
| 5                      | 18.05.1957             | Братислава             | Чехословаччина         | 0-1                    | -                      | Кубок Центр. Європи        |
| 6                      | 20.04.1958             | Будапешт               | Угорщина               | 0-2                    | -                      | Товариський матч           |
| 7                      | 14.09.1958             | Відень                 | Австрія                | 4-3                    | -                      | Товариський матч           |
| 8                      | 05.10.1958             | Загреб                 | Угорщина               | 4-4                    | -                      | Товариський матч           |
| 9                      | 26.04.1959             | Базель                 | Швейцарія              | 5-1                    | 1                      | Кубок Центр. Європи        |
| 10                     | 11.10.1959             | Белград                | Угорщина               | 2-4                    | -                      | Товариський матч           |
| 11                     | 25.10.1959             | Софія                  | Болгарія               | 1-1                    | -                      | Кваліфікація Євро-1960     |
| 12                     | 20.12.1959             | Ганновер               | Німеччина              | 1-1                    | -                      | Товариський матч           |
| 13                     | 11.05.1960             | Лондон                 | Англія                 | 3-3                    | -                      | Товариський матч           |

## Кар'єра тренера
Розпочав тренерську кар'єру, повернувшись до футболу після невеликої перерви, 1971 року, очоливши тренерський штаб клубу ЛАСК (Лінц). Досвід тренерської роботи обмежився цим клубом.
Помер 26 вересня 1992 року на 60-му році життя.

## Титули і досягнення
- Чемпіон Югославії (2):

«Динамо» (Загреб): 1954, 1958
- Володар кубка Югославії (1):

«Динамо» (Загреб): 1960
- Чемпіон Європи (U-18): 1951
- Срібний олімпійський призер: 1956